# Endzweck
ENDZWECK（エンズウェック）は、日本のハードコアバンドである。
1997年に結成。1999年までは、東京で「CABLE」という名前で活動していたが、同名バンドがアメリカで活動していることから、現在の名称に変更する。国内でも同種のバンドに比較するとライブ数は多く、海外へのツアー、海外のバンドの招聘などを積極的に行うことで知られている。現在までに6枚の単独音源をリリースしているが、最近3作のタイトルは英米文学の名作から命名されている。海外での音源リリースも多い。

## メンバー
- Takashi Uesugi（うえすぎ たかし）：ボーカル
- Akifumi Mochizuki（もちづき あきふみ）：ドラム
- Hirohisa Yamaguchi（やまぐち ひろひさ）：ギター
- Yoshinori Yamaguchi（やまぐち よしのり）：ベース
- Atsushi Oku（おく あつし）：ギター

### 過去のメンバー
- Tadahiro Fukushima （ふくしま ただひろ）：ギター
- Tsunehito Oba （おおば つねひと）：ギター
- Shin Kawani （かわに しん）：ギター
- Takashi Fukutomi （ふくとみ たかし）：不明
- Yasutaka Yamazaki （やまざき やすたか）：ギター

## 来歴
結成以後、ヴォーカルの上杉とドラムの望月が不動のメンバーである。望月が、東京のパンクバンドSOBUTのローディをやっていたところ、上杉と意気投合しバンドが結成された。当初は、SnapcaseやBetter Than A Thousandなどの音楽性を目指していたようである。大学サークル内の友人である山崎（ギター）、福島（ギター）と共に活動を開始。2本のデモテープ「DEMO #1」「DEMO #2」を発表したが、山崎が離脱。その後、現在もメンバーである山口（ギター）が加入。
1999年
初の単独作『we are not pessimistic』を、LAST ALLIANCEの松村孝彦、安斉龍介が主宰するレーベル「HARD CREAM RECORDS」より発表する。同ジャンルでは異例の4000枚を売り上げる。韓国ツアー、様々なVA参加するものの、福島が脱退。ここでバンドは大きなスタイルチェンジをする。新たに、大学の友人であった大場（ギター）と、STAND TO LASTで活動していた山口（ベース）が加入し、それまでベース/ヴォーカルスタイルであった上杉が、ヴォーカルのみに専念。
2000年
韓国、香港ツアー。香港ツアー時、ツアー直前に骨折してしまったドラム望月の代わりにBRAHMANのロンジがヘルプを行う。
2001年
2001年9月にBOX THE COMPASSとのアメリカ西海岸ツアーを予定していたが、飛行機搭乗中に同時多発テロが起こり、飛行機はアメリカ国内に入れずハワイ・ホノルルに緊急着陸。3日後に振替便にてサンフランシスコに到着するがBOX THE COMPASSは既にツアーを開始しており、UNDER A DYING SUNのxDAN AFRICAx(BULLETS IN、PUNCH)の好意により924 Gilman StreetにてTRAGEDYと共演。
2002年
2枚目の単独作『a farewell to arms』を、当時東京の代表的なハードコアレーベルであった「OUT TA BOMB」より発表。ドラム望月が招聘したアメリカ、サンフランシスコのBOX THE COMPASS / UNDER A DYING SUNのジャパンツアーに全日程帯同。
2003年
ALLIANCE TRAXが招聘したアメリカ、デトロイトのFORDIRELIFESAKEのジャパンツアーに全日程帯同。ドラム望月が招聘したFUNERAL DINNER、UNDER A DYING SUN、END ON ENDのジャパンツアーに参加。
2004年
ベルギーの名門ハードコアレーベル「GOODLIFE RECORDINGS」からVA、split CDへの提供曲を集めた編集版『Strange Love or: How Those Learned To Stop Warrying And Love Bombs』を発表。FC FIVE、NITRO MEGA PRAYER、16REASONSと共に香港ツアー。
大場が脱退。大場の後輩であり、当時から交流の深いバンドNUCLEUSでプレイしていた奥（ギター）が加入。
2005年
2005年9月に2度目のアメリカツアー。この時に一緒に回ったバンドが結成して間もなかったCOMADREである。このツアーではFUNERAL DINNER、END ON END、NO DICE、SEVEN GENERATIONS、DIE YOUNG、GATHER、CONCRETE STRAIGHT JACKET、GRAY SKULL、MAKANDA、BURIAL YEAR、WALKEN、TRASH TALKなどと共演（TRASH TALKは結成から2度目のライブ）。
帰国後すぐに下北沢ERAにおいて初のワンマンライブを行う（同ジャンルでは、ワンマンライブを行う事は非常に稀）。この日の動員は、現在でも同ライブハウスの最高記録を誇っている。
2006年
ドラムでもある望月が運営するレーベル「COSMIC NOTE RECORDS」より、初のフルアルバムとなる『THE GRAPES OF WRATH』を発表。
COSMIC NOTE RECORDSがアメリカからCOMADREを招聘したツアーに同行。
2007年
HAWAIIAN6を輩出した名門パンクレーベル「STEP UP RECORDS」より『Naked And The Dead』を発表。
COMMUNITY TRUSTと韓国ツアー。
2008年
2008年8月にKUATO RECORDSの招聘を受けルクセンブルクのDO ANDROIDS DREAM OF ELECTRIC SHEEP?と2週間に及ぶヨーロッパツアーを行う。最終日にはヨーロッパ最大のハードコアフェス IEPER FESTに出演。
ドラム望月がクラブチッタ川崎にてPUMP UP THE VOLUMEフェスを開催。
2009年
COSMIC NOTE RECORDSからミニアルバム『ulysses』を発表。GOODLIFE RECORDSからリリースされていた『Strange Love or: How Those Learned To Stop Warrying And Love Bombs』をCOSMIC NOTE RECORDSより再リリース。
COSMIC NOTE RECORDSが招聘したPORTRAITS OF PAST、DO ANDROIDS DREAM OF ELECTRIC SHEEP?のジャパンツアーに参加。
マレーシアツアーを行う。
2010年
SHAI HULUD、TRAINWRECKのジャパンツアーに参加。BANE、CEREMONY、CRUEL HANDジャパンツアーを全日程サポート。
2011年
7月にCOSMIC NOTE RECORDSが招聘したCOMADREの2度目のジャパンツアーを全日程サポート。
音源作成のため、活動を一旦停止。ENDZWECKがライブをやらないというのはそれまで無かった。
2012年
1月OVER ARM THROWのツアーにて活動再開。
3月にCOSMIC NOTE RECORDSが招聘したgraf orlock& DANGERSジャパンツアーに参加。
IMPULSE RECORDSより7インチ3部作1枚目『Flappers and Philosophers』を発表。
レコ発ツアーにLAST ALLIANCE、OVER ARM THROW、heliotropeが同行。
2013年
自主制作で7インチ3部作2枚目『Tales Of The Jazz Age』を発表。
Touché Amoré&Loma Prietaのジャパンツアーに参加。
2014年
As Friends Rustのジャパンツアーにnoyと全日程参加。
COSMIC NOTE RECORDSより7インチ3部作3枚目『All The Sad Young Men』を発表予定（As Friends Rustのジャパンツアーにて先行発売）。

## ディスコグラフィ

### CD

#### 単独作品
- We Are Not Pessimistic (Hard Cream Records) - 1999
- A Farewell To Arms (Out ta Bomb Records) - 2002
- Strange Love or: How Those Learned To Stop Warrying And Love Bombs (Good Life Records) - 2004
- The Grapes Of Wrath (Cosmic Note Records) - 2006
- We Are Not Pessimistic Revolutionize The World To Be Peace 1998-2000 (Cosmic Note Records) - 2006
- The Naked And The Dead (Step Up Records) - 2007
- Ulysses (Cosmic Note Records) - 2009

#### VA、Split
- COLLECTIVE PROPERTY / with FORDIRELIFESAKE (Alliance Trax) - 2004
- st / with STRAIGHTOUT (Blu Sky Records) -

### Vinyl

#### 単独作品
- Flappers and Philosophers (Impulse Records) - 2012
- Tales Of The Jazz Age (自主制作) - 2013
- All The Sad Young Men (COSMIC NOTE Records) - 2014

#### VA、Split
- st / with Box The Compass - 2001